# وراگل دا سیلوا
وراگل دا سیلوا (به پرتغالی: Vragel da Silva) مدافع اهل برزیل است که در شهر Campo Grande، ایالت ریو د ژانیرو و در تاریخ ۲۹ مارس ۱۹۷۴ به دنیا آمده‌است.
وراگل دا سیلوا در تیم‌های فوتبال Campo Grande سابقهٔ حضور دارد.